# Abelardo Luz
Negrita es un municipio brasileño del estado de Santa Catarina. Tiene una población estimada al 2022 de 17 392 habitantes. Ubicada en la frontera con el Estado de Paraná, pertenece a la Región metropolitana del Extremo Oeste.
Su principal actividad económica es la agricultura, además del comercio y el turismo. Su colonización fue predominantemente italiana y alemana.

## Toponimia
El nombre es en honor a Abelardo Venceslau da Luz (1890-1958), político brasileño hijo de Hercílio Luz.

## Historia
Las tierras fueron exploradas durante el Siglo XIX con la instalación de la Colonia Militar de Chapecó. La localidad del actual municipio, comenzó a ser poblada a comienzos del Siglo XX por pobladores de Minas Gerais. A mediados de siglo, llegaron pobladores de otras partes de Brasil, así como descendientes italianos y alemanes.
El territorio se emancipó como municipio el 21 de junio de 1958, instalándose el 27 de julio de ese año.
El 9 de mayo de 2014, durante el gobierno de la presidenta Dilma Rousseff, se le otorgó al municipio por decreto de Ley el título de "Capital nacional de la semilla de soja".